# Predstruge
Predstruge este o localitate din comuna Dobrepolje, Slovenia, cu o populație de 237 de locuitori.